# Le Beulay
Le Beulay là một xã, nằm ở tỉnh Vosges trong vùng Grand Est của Pháp. Xã này có diện tích 2,4 km², dân số năm 1999 là 116 người. Xã này nằm ở khu vực có độ cao trung bình m trên mực nước biển.

## Biến động dân số
| Năm    | 1300 | 1370 | 1400 | 1500 | 1550 | 1600 | 1640 | 1680 | 1710 | 1760 | 1780 | 1802 |
| ------ | ---- | ---- | ---- | ---- | ---- | ---- | ---- | ---- | ---- | ---- | ---- | ---- |
| Dân số | 100  | 50   | 70   | 100  | 120  | 100  | 70   | 80   | 100  | 150  | 180  | 128  |

| Năm    | 1830 | 1840 | 1847 | 1849 | 1859 | 1863 | 1867 | 1877 | 1880 | 1887 |
| ------ | ---- | ---- | ---- | ---- | ---- | ---- | ---- | ---- | ---- | ---- |
| Dân số | 153  | 148  | 157  | 174  | 147  | 185  | 154  | 187  | 187  | 173  |

## Dân số gần đây
| Năm | 1962 | 1968 | 1975 | 1982 | 1990 | 1999 |
| --- | ---- | ---- | ---- | ---- | ---- | ---- |
| Dân số | 83   | 100  | 90   | 89   | 118  | 116  |
| From the year 1962 on: No double counting—residents of multiple communes (e.g. students and military personnel) are counted only once. |      |      |      |      |      |      |